# Eterno visionario
Eterno visionario è un film del 2024 diretto e co-sceneggiato da Michele Placido.
Il film, incentrato sulla vita pubblica e privata di Luigi Pirandello, è uscito quasi esattamente in occasione del 90º anniversario dell'assegnazione del Premio Nobel per la letteratura allo scrittore.

## Trama
Autunno 1934, Luigi Pirandello è sul treno verso Stoccolma, pronto a ricevere il Premio Nobel per la letteratura. Durante il viaggio rivive il fascino e la magia dei personaggi che hanno popolato la sua vita e ispirato la sua arte attraverso i fantasmi di tutta la sua esistenza. Immergendosi nel suo universo visionario si scoprono l'umanità, le passioni, le ossessioni e l'esistenza più segreta intrappolata fra l'amore dirompente e impossibile per Marta Abba e il burrascoso rapporto con la dolorosa follia della moglie Antonietta Portulano oltre al legame conflittuale con i figli, il rapporto controverso con il fascismo e il sogno di un amore assoluto, in un percorso di vita che va tra Roma, Stoccolma, la Berlino dei cabaret e di Kurt Weill, la sua Sicilia arretrata degli zolfatari e dagli arcaici paesaggi, la bellezza della Milano di inizio Novecento, e l'America che ne consacra il genio a Hollywood e a Broadway.

## Produzione

### Sviluppo
Su una sceneggiatura di Placido, Matteo Collura e Toni Trupia il film è prodotto da Federica Luna Vincenti per Goldenart Production con Rai Cinema in co-produzione con la società belga GapBuster. Il film è realizzato con il contributo del Ministero della Cultura – Direzione Generale Cinema e audiovisivo e della Regione Siciliana, Assessorato del Turismo, dello Sport e dello Spettacolo e della Sicilia film commission. Nel film inoltre appare Ute Lemper, per la prima volta in una produzione italiana.

### Riprese
Le riprese sono durate in totale dieci settimane in Italia a Roma e all’estero iniziate a settembre 2023 e terminate a novembre.

## Promozione
Il primo trailer ufficiale è stato diffuso il 9 ottobre 2024.

## Distribuzione
Il film è stato presentato in anteprima mondiale alla XIX edizione della Festa del Cinema di Roma il 19 ottobre 2024, prima di essere distribuito nelle sale italiane da 01 Distribution il 7 novembre seguente.

## Accoglienza

### Incassi
Il film ha incassato 711250 €.